# یانوسوکه واتانابه
یانوسوکه واتانابه (به انگلیسی: Yanosuke Watanabe) بازیکن فوتبال اهل ژاپن و عضو تیم ملی فوتبال ژاپن است که در تاریخ ۱۷ مه ۱۹۲۵ میلادی اولین بازی ملی‌اش را انجام داد. او در ۲ بازی ملی حضور داشت و آخرین بازی ملی خود را در تاریخ ۲۰ مه ۱۹۲۵ میلادی انجام داد. یانوسوکه واتانابه در بازی‌های ملی‌اش
گلی به ثمر نرساند.